# Южно-Кавказский газопровод
Газопровод «Баку — Тбилиси — Эрзурум» (также известен как Южно-Кавказский трубопровод) — газопровод, который осуществляет поставку азербайджанского газа из Каспийского моря в Грузию и Турцию. Диаметр трубопровода — 1067 мм (42 дюйма), протяжённость составляет 970 км (442 км в Азербайджане, 248 км в Грузии и 280 км от грузино-турецкой границы до Эрзурума). Длина каждой трубы — 11,5 м. Поставку труб осуществляла японская компания Sumitomo Metal Industries. Подрядчиками проекта являлись греческая компания CCIC (в Азербайджане) и франко-американский альянс Spie Capag/Petrofac (в Грузии), эти же компании были подрядчиками на строительстве азербайджанского и грузинского участков нефтепровода «Баку-Тбилиси-Джейхан».
По южно-кавказскому газопроводу предусматривается прокачка газа, добываемого в рамках проекта Шах-Дениз. На территории Азербайджана и Грузии газопровод проходит параллельно нефтепроводу БТД (в 10-28 метрах). В ряде мест использована возможность одновременной укладки труб трубопровода ЮКТ и БТД, что позволило свести к минимуму воздействие на окружающую среду или подверженность географическим опасностям.

## История
Согласно соглашению между Турцией и Азербайджаном, в течение 15 лет первая получит 91,0 млрд м3 природного газа.
К строительству газопровода Баку-Тбилиси приступили в 2004 году, оно было завершено к концу 2006 года. С конца 2006 года была начата транспортировка газа в Грузию в рамках первой фазы разработки месторождения Шахдениз. Церемония официального открытия газопровода состоялась 25 марта 2007 года. C июля 2007 года началась транспортировка в Турцию. 
17 декабря 2013 года было принято инвестиционное решение по проекту расширения южно-кавказского газопровода. В 2014 году в рамках расширения газопровода был подписан контракт с Bredero Shaw International BV по проведению изоляции труб. Стоимость контракта составила 70 млн. долларов, срок реализации работ – 18 месяцев. С 2015 начались расширительные работы вдоль МГП Азербайджана — Грузия. В течение 2017 года продолжались работы по расширению объекта.
В октябре 2021 года Турция и Азербайджан подписали соглашение, предусматривающее поставки дополнительных 11 млрд. м3 газа по трубопроводу Баку - Тбилиси - Эрзурум. Соглашение действует до конца 2024 года.

## Операторы и участники
Техническим оператором проекта является британская нефтяная компания BP, коммерческий оператор - Statoil. С 1 января 2015 года коммерчески оператором проекта стала ГНКАР.
В проекте южно-кавказского газопровода участвуют: 
- BP-Azerbaijan — 28,8%,
- TPAO — 19%
- Petronas -15,5%
- ГНКАР — 10%,
- LUKoil — 10%,
- NICO — 10%,
- SGC Midstream - 6,7%.[9][10]

## Транспортировка
В 2021 году по трубопроводу транспортировано 17 млрд. 618 млн. м3 газа.
На сентябрь 2024 года Азербайджан поставляет газ по трубопроводу в 10 стран, в том числе в Турцию, Грузию, Италию, Грецию, Болгарию, Румынию, Венгрию, Сербию, Словению, Хорватию.

## Происшествия
3 октября 2012 года, ночью, на части газопровода, в районе Сарыкамыш турецкой провинции Карс произошёл взрыв, в результате теракта. Поставка газа была прекращена и возобновлена 10 октября.
8 февраля 2014 года на терминале Сангачал близ Баку произошла авария, из-за которой была приостановлена подача газа в Турцию. 10 февраля обычный режим поставки газа был возобновлён.
В августе 2015 года членами РПК дважды был совершён теракт на турецком участке газопровода.